# 卡哈班巴區
7°37′22″S 78°02′45″W / 7.6229°S 78.0459°W
卡哈班巴區（西班牙語：Distrito de Cajabamba），是秘魯的一個區，位於該國北部卡哈馬卡大區的卡哈班巴省，面積192.3平方公里，海拔高度2,654米，2005年人口26,437，人口密度每平方公里140人。